# Flugplatzkurs Aspern
Der Flugplatzkurs Aspern war eine ehemalige temporäre Motorsport-Rennstrecke auf dem Gelände des stillgelegten Wiener Flughafen Aspern. Er war in den 1950er bis 1970er Jahren regelmäßig Schauplatz von Rennveranstaltungen.

## Geschichte

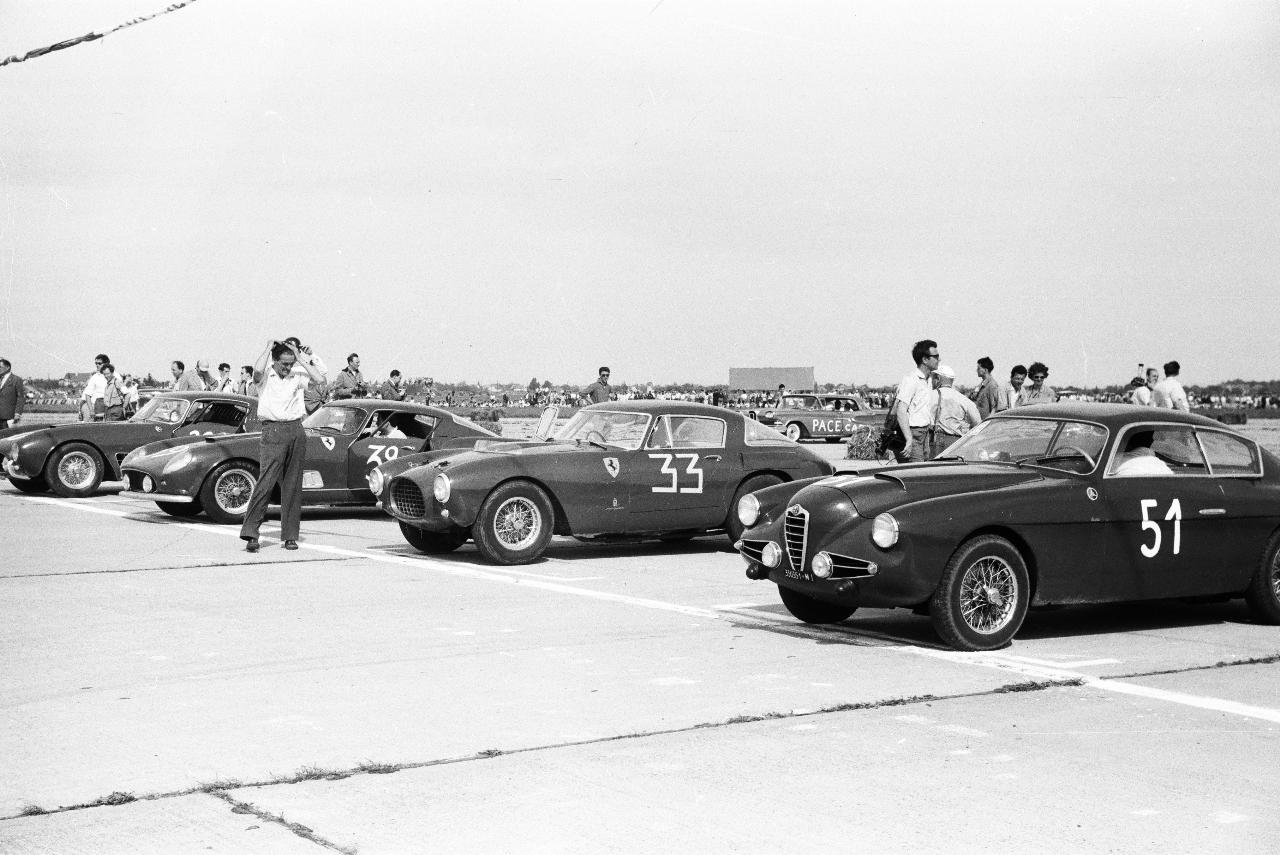
Internationales Flugplatzrennen, Wien-Aspern 1958

Vom Juni 1956 bis einschließlich 1977 fanden auf einer auf dem stillgelegten Flugfeld eingerichteten Strecke Motorsportveranstaltungen für Motorräder, Touren-, Formel- und Sportwagen statt. Das letzte fand am 27. März 1977 statt. 1978 wurden die Veranstaltungen eingestellt und ein Fahrübungszentrum auf einem Teil der ehemaligen Strecke eingerichtet. 2009 erfolgte der Abriss der alten Landebahnen zugunsten eines Immobilienprojekts.

## Streckenbeschreibung
Die Strecke wurde auf den beiden sich X-förmig kreuzenden Landebahnen eingerichtet, wobei auch die Verbindungsrunways mit einbezogen wurden. Auf den betonierten Pisten betrug die Breite der abgesteckten Strecke 30 m während die Runways nur Breiten zwischen 11 und 20 m aufwiesen.

## Veranstaltungen
Am 16. April 1961 fand auf dem Flugplatzkurs anlässlich des 2. Großen Preises von Wien ein nicht zur Weltmeisterschaft zählendes Formel-1-Rennen statt, das 13 Teilnehmer bestritten und welches der Brite Stirling Moss auf einem Lotus 18 mit Climax-Motor vor den gleichermaßen ausgestatteten Piloten Wolfgang Seidel aus Deutschland und Ernesto Prinoth aus Italien gewann.